# Colnrade
Colnrade er en kommune med knap 800 indbyggere (2013), beliggende i Samtgemeinde Harpstedt, i den sydligste del af Landkreis Oldenburg, i den tyske delstat Niedersachsen.

## Geografi
Kommunen Colnrade ligger mellem Wildeshausen og Twistringen ved floden Hunte, en biflod til Weser. Kommunen grænser mod sydvest til Landkreis Vechta (kommunen Goldenstedt), mod nordvest til Wildeshausen (landsbyen Denghausen), mod nord - indenfor Samtgemeinde Harpstedt - til kommunen Winkelsett og mod sydøst til Landkreis Diepholz (kommunen Twistringen).

### Inddeling
I kommunen ligger landsbyerne:
- Colnrade
- Austen
- Beckstedt
- Holtorf
- Ostersehlt